# Charles Miller (Radsportler)

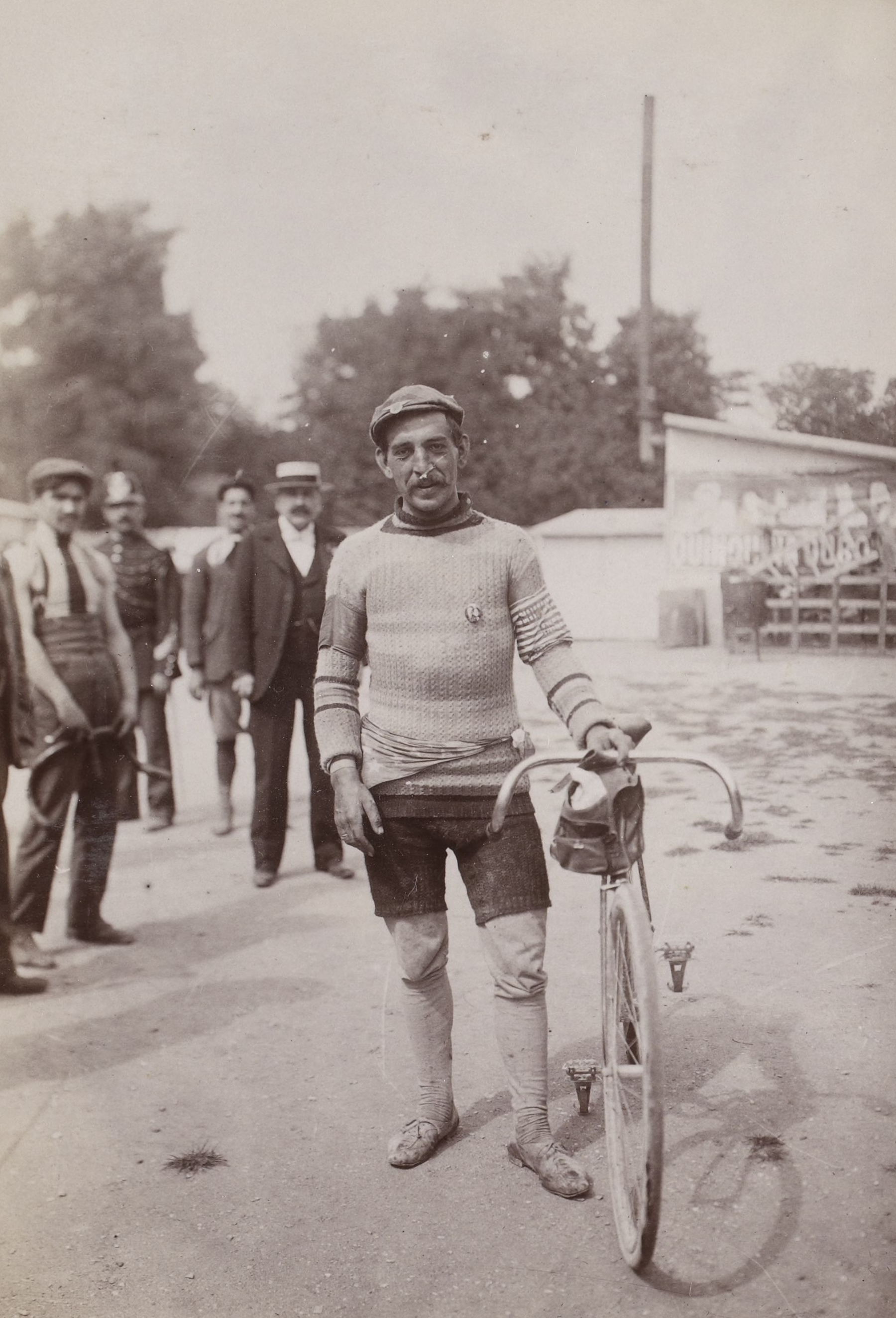
Charles Miller am Ziel von Paris-Brest-Paris (1901)

Charles „Charly“ Miller (* 9. Juli 1875 in Hildebrandshausen; † 20. August 1951 in Chicago) war ein US-amerikanischer Radsportler. Gemeinsam mit Frank Waller gewann er 1899 das erste Sechstagerennen für Zweier-Mannschaften.
Charles Miller wurde als Karl Müller im thüringischen Hildebrandshausen geboren. Wann er in die USA einwanderte, ist nicht bekannt, er sprach allerdings, wie berichtet wurde, Englisch mit starkem Akzent. Von 1897 bis 1901 war er als Berufsradsportler aktiv. Zweimal gewann er das Sechstagerennen von New York im Madison Square Garden, das zu dieser Zeit noch nicht von Zweier-Mannschaften, sondern von einzelnen Sportlern bestritten wurde: 1897 fuhr er bei diesen „Solo Six days“ 3229 Kilometer und zwei Jahre später 3368 Kilometer, 1898 siegte er ebenfalls beim Solo-Sechstagerennen von Houston, und im Jahr darauf das Solo-Rennen von San Francisco.
Für seinen Sieg bei dem New Yorker Rennen im Jahre 1896 gegen 37 Konkurrenten erhielt Miller 1500 Dollar (ca. 40.000 Dollar in heutigem Wert). Das New York Journal bezeichnete diese Form eines Radrennens als „verderblich für den vernünftigen Umgang mit dem Rad“ und der New York Herald schrieb von einer „Unmenschlichkeit im Namen des Sports“. Im Jahr darauf versuchte der Präsident des Board of Health, Michael C. Murphy, das Rennen zu verhindern, da es sich dabei „eine tierische Veranstaltung handele, die sich kein weißer Mann anschauen sollte“ und bei der die Sportler unmenschlichen Anstrengungen unterworfen seien. Der Arzt, der Miller im Vorjahr nach dem Rennen untersucht hatte, versicherte jedoch, dieser habe sich in guter körperlicher Verfassung befunden. Das Rennen 1898 fand wie geplant statt, und Miller gewann erneut. Rund eine Stunde nach Ende des Rennens 1898 in New York heiratete Miller seine Verlobte Genevieve Hanson (oder Hansen) in Anwesenheit mehrerer Tausend Zuschauer. Die Braut soll ihr Ja-Wort davon abhängig gemacht haben, dass Miller das Rennen gewinne. Ihre Mutter war gegen diese Verbindung, die aber über 50 Jahre lang hielt. Miller feierte mit seiner Frau beim Sechstagerennen von New York 1949 die Goldene Hochzeit.
Im Jahr darauf wurden die Bedenken gegen das Solo-Sechstagerennen ernst genommen, und es wurde von den Behörden ein Gesetz verordnet, dass ein Fahrer nur noch zwölf Stunden täglich fahren dürfe; die Lösung waren Zweier-Mannschaften. Das erste dieser Art im Jahre 1899 gewann Miller auch, gemeinsam mit Frank Waller, einem gebürtigen Münchener, der 16 Jahre älter war als Miller. Waller selbst hatte schon die Solo-Sechstagerennen 1894 in Washington und Pittsburgh und 1896 wiederum das in Washington gewonnen. Obwohl die beiden Fahrer deutscher Herkunft waren, wurden sie als die Flying Dutchmen angekündigt. Im Jahr darauf startete er in New York gemeinsam mit Robert Walthour, den er sich als Partner ausgesucht hatte, musste aber das Rennen wegen Magenbeschwerden nach wenigen Stunden aufgeben. Da die Rennen mit Zweier-Mannschaften erstmals im Madison Square Garden ausgetragen wurden, wird die Bahnradsportdisziplin Zweier-Mannschaftsfahren auch Madison oder Americaine genannt.
1901 reiste Charles nach Frankreich, um als einziger Nicht-Europäer und erster US-Amerikaner an der zweiten Auflage der 1200 Kilometer langen Distanzfahrt Paris–Brest–Paris (PBP) teilzunehmen. Er musste allerlei Widrigkeiten trotzen: Anders als die europäischen Starter hatte er keinerlei Unterstützung durch Schrittmacher und Betreuer, auch seine Verpflegung musste er sich selbst organisieren. 350 Kilometer vor dem Ziel hatte sein Rad zudem einen Defekt, und er musste sich ein anderes leihen. Mit einer Zeit von 56 Stunden und 40 Minuten belegte er hinter drei Franzosen und einem Schweizer Rang fünf, wobei er den letzten Kilometer des Rennens mit der schnellsten Zeit (1 Minute, 26 Sekunden) aller Teilnehmer bewältigte. Erst im Jahre 1975 startete ein zweiter US-Amerikaner bei PBP und nicht eher als 1979 wurde Millers Zeit von einem Landsmann unterboten.
Nach Beendigung seiner aktiven Radsportkarriere war Miller unter anderem als Kolumnist für die Zeitung New York World tätig.